# السيد المستشار
السيد المستشار (بالإنجليزية: Lord Chancellor)‏هو قاضي قضاة المملكة المتحدة لبريطانيا العظمى وايرلندا الشمالية، وهو ثاني مناصب وزراء الدولة أهمية وفق نظام الحكومة البريطانية. يختص بضمان عدالة القضاء البريطاني واستقلاليته. هو أعلى مرتبة بين كبار ضباط الدولة الذين يتم تعيينهم بانتظام في المملكة المتحدة، ويتفوقون اسميًا على رئيس الوزراء. ولا يتفوق على اللورد المستشار إلا اللورد هاي ستيوارد، وهو ضابط دولة عظيم آخر يتم تعيينه فقط ليوم التتويج ويترأس محاكمات عزل أقرانه (وهو أمر نادر الحدوث في مجلس اللوردات). يتم تعيين المستشار اللورد من قبل سيادة الملك بناءً على مشورة رئيس الوزراء. وقبل انضمامهم إلى مملكة بريطانيا العظمى كان هناك مستشارون مستقلون لمملكة إنجلترا (بما في ذلك إمارة ويلز) ومملكة اسكتلندا، وقد كان هناك اللورد المستشارون لأيرلندا حتى عام 1922.
وزير العدل هو عضو في خزانة الدولة، وبموجب القانون مسؤول عن الأداء الفعال للمحاكم واستقلالها. وفي عام 2005 كان هناك عدد من التغييرات في النظام القانوني ومكتب السيد المستشار. فسابقًا كان المستشار اللورد أيضًا رئيسًا لمجلس اللوردات، ورئيس السلطة القضائية في إنجلترا وويلز، ورئيسًا لقسم ديوان محكمة العدل العليا، لكن قانون الإصلاح الدستوري لعام 2005 نقل هذه الأدوار إلى المتحدث باسم مجلس اللوردات، واللورد رئيس القضاة، ومستشار المحكمة العليا على التوالي. السيد المستشار الحالي اعتبارًا من نوفمبر 2020، هو روبرت باكلاند وهو أيضًا وزير الدولة لشؤون العدل.

تتمثل إحدى مسؤوليات السيد المستشار في العمل بصفته الوصي على الختم العظيم للمملكة، المحفوظ تاريخيًا في محفظة السيد المستشار. ويجوز تعيين اللورد حارس الختم العظيم بدلاً من اللورد المستشار. فالمكتبان يؤديان نفس الواجبات بالضبط، والتمييز الوحيد في طريقة التعيين. وعلاوة على ذلك يمكن ممارسة مكتب اللورد المستشار من قبل لجنة من الأفراد تُعرف باسم مفوضي اللوردات من الختم العظيم، عادةً عندما يكون هناك تأخير بين المستشار المنتهية ولايته واستبداله. ثم يقال إن المكتب «قيد التشغيل». ولكن منذ القرن التاسع عشر، لم يتم تعيين سوى اللوردات المستشارين، وأصبحت المكاتب الأخرى غير صالحة للاستخدام.

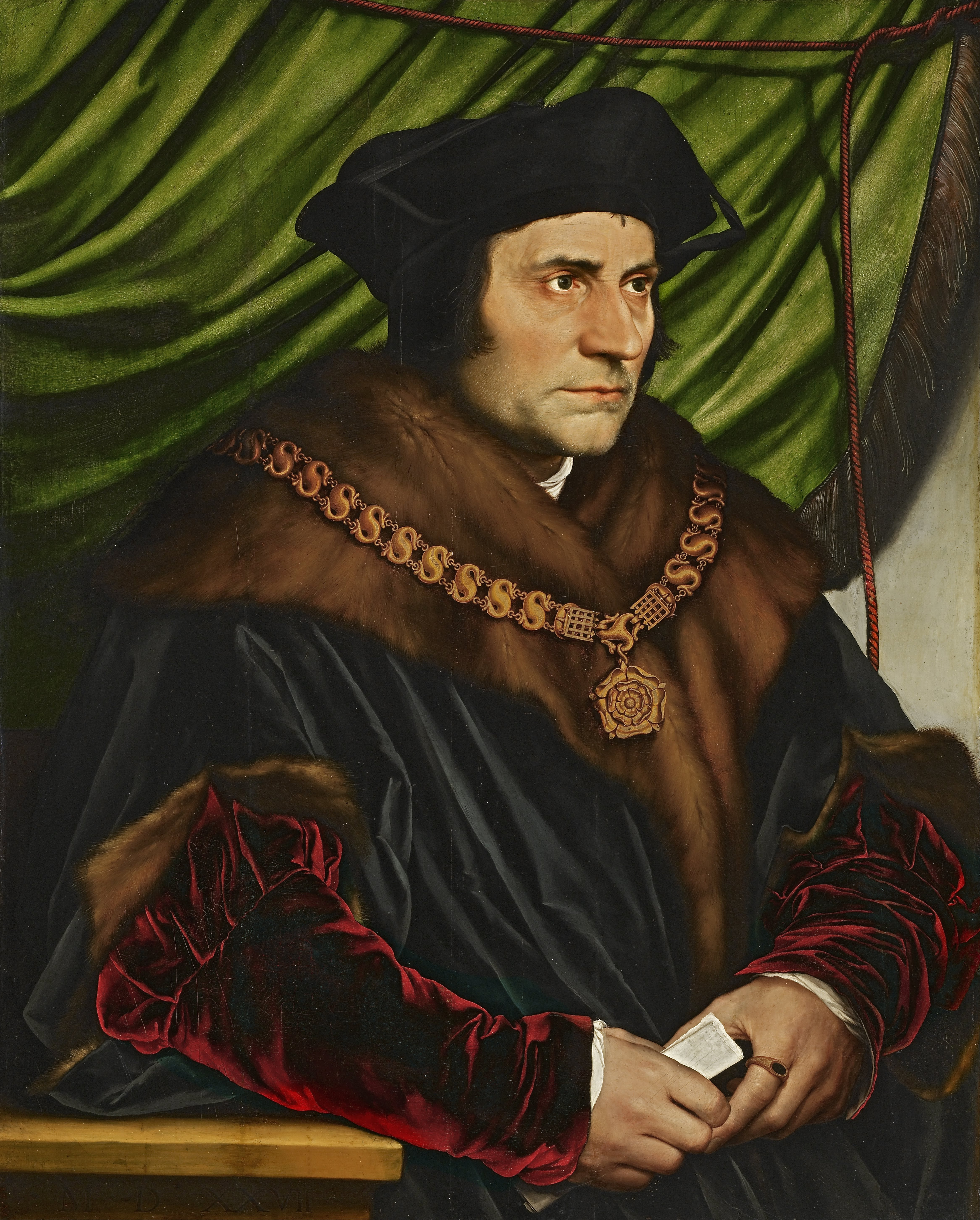
السير توماس مور أحد أشهر اللورد المستشارين الأوائل في إنجلترا، وقد خدم وتم إعدامه في عهد الملك هنري الثامن

## التاريخ
قد يتتبع مكتب اللورد المستشار في إنجلترا أصوله إلى النظام الملكي الكارولنجاني، حيث كان المستشار يعمل بمثابة حارس الختم الملكي. أما في إنجلترا فيعود تاريخ المكتب على الأقل إلى وقت الغزو النورماندي (1066)، وربما قبل ذلك. وقد أعطى البعض أول مستشار لإنجلترا باسم أنجميندوس (Angmendus) في عام 605. كما تشير مصادر أخرى إلى أن أول من عيّن مستشارًا كان إدوارد المعترف، الذي يُقال إنه تبنى ممارسة ختم المستندات بدلاً من التوقيع عليها شخصيًا. تم تسمية موظف من ريجنبالد إدوارد «مستشار» في بعض الوثائق من عهد إدوارد. وعلى أي حال كان المكتب مشغولاً باستمرار منذ الفتح النورماندي. وأصبح موظفو المكتب المتنامي منفصلين عن منزل الملك في عهد هنري الثالث وفي القرن الرابع عشر أصبح يقع في شارع تشانسري لين. وترأس المستشار مكتب الكتابة أو مكتب المحفوظات.
في السابق كان المستشار اللورد دائمًا رجل الكنيسة، كما كان رجال الدين خلال العصور الوسطى من بين الرجال القلائل المتعلمين في المملكة. وقد قام السيد المستشار اللورد بوظائف متعددة: فقد كان حارس الختم العظيم، والقسيس الملكي الرئيسي، والمستشار في الأمور الروحية والزمنية. وهكذا برز المنصب كواحد من أهم المناصب في الحكومة. وكان يسبقه في مرتبة أعلى في الحكومة فقط من قبل الجوستيسيار (Justiciar) وقد عفا عليها الزمن الآن.
كواحد من وزراء الملك حضر اللورد المستشار الكوري ريجيس (Curia regis) أو الديوان الملكي. فإذا كان اللورد المستشار أسقفًا فيتلقى أمر استدعاء، أما إذا كان كنسيًا بدرجة أقل أو إذا كان علمانيًا، فعليه أن يحضر دون أي استدعاء. ثم تطورت الكوريا ريجيس لاحقًا إلى البرلمان، وأصبح اللورد المستشار هو الوكيل في مجلس الشيوخ أي مجلس اللوردات. كما تم التأكيد عليه من خلال قانون تم تمريره في عهد هنري الثامن، يمكن للسيد المستشار اللورد أن يترأس مجلس اللوردات حتى لو لم يكن لوردًا بنفسه.
كما تطورت الواجبات القضائية للمستشار اللورد من خلال دوره في هيئة المحكمة. وكانت الالتماسات من أجل العدالة موجهة عادةً إلى الملك والمحكمة، ولكن في عام 1280 أصدر إدوارد الأول تعليماته لقضائه بفحص الالتماسات والتعامل معها بأنفسهم بصفتهم محكمة بنش الملك. وتم إرسال التماسات مهمة إلى السيد المستشار لاتخاذ قراره، والأهم من ذلك كان يجب أن يلفت انتباه الملك. وبحلول عهد إدوارد الثالث تطورت وظيفة المستشارية هذه إلى محكمة منفصلة للمستشار اللورد. ففي هذه الهيئة التي أصبحت تُعرف باسم المحكمة العليا للمستشارين، سيحدد اللورد المستشار القضايا وفقًا للعدالة (أو "الإنصاف") بدلاً من المبادئ الصارمة للقانون العام. وقد أصبح السيد المستشار اللورد معروفًا أيضًا باسم «حافظ ضمير الملك». واستمر رجال الكنيسة في السيطرة على المستشارية حتى القرن السادس عشر. في عام 1529 بعد أن تم فصل الكاردينال توماس وولسي الذي كان اللورد المستشار ورئيس أساقفة يورك؛ لفشله في إلغاء زواج هنري الثامن الأول، كان الناس العاديون يميلون إلى أن يكونوا أكثر تفضيلًا للتعيين في المكتب.  ثم عاد الكنسيون لفترة وجيزة في عهد ماري الأولى، ولكن بعد ذلك أصبح جميع المستشارين اللوردات تقريبًا من العلمانيين. أنتوني أشلي كوبر إيرل شافتسبري الأول (1672-1673) كان آخر سيد مستشار لورد لم يكن محامياً، حتى تم تعيين كريس جرايلينج في عام 2012. كما أن أصحاب المنصب الثلاثة اللاحقون: مايكل جوف (2015-2016) وإليزابيث تروس (2016-2017) وديفيد ليدنجتون (2017-2018) ليسوا أيضًا محامين. ومع ذلك فإن تعيين ديفيد جوك في يناير 2018 عنا أن اللورد المستشار أصبح محامياً مرة أخرى.

في اتحاد إنجلترا واسكتلندا أصبح اللورد حارس الختم العظيم في إنجلترا أول سيد مستشار كبير للورد لبريطانيا العظمى، ولكن إيرل سيفيلد (جيمس اوجلفى ايرل فيندلاتر الرابع) استمر في منصب اللورد المستشار لاسكتلندا حتى عام 1708. ثم أعيد تعيينه في عام 1713، وشغل منصب رئيس الجلسة غير العادي بهذه الصفة حتى وفاته عام 1730، ومنذ ذلك الوقت ظل مكتب اللورد المستشار في اسكتلندا معلقًا.

## المكتب
في السابق عندما شغل المنصب من قبل رجال الدين، عمل «حارس الختم العظيم» في غياب اللورد المستشار. تم تعيين الحراس أيضًا عندما أصبح مكتب اللورد المستشار شاغرًا، وقاموا بأداء واجبات المكتب حتى يتم العثور على بديل مناسب. وعندما أصبحت إليزابيث الأولى ملكة، أقر البرلمان قانونًا ينص على أن اللورد حارس الختم العظيم يحق له «مثل المكان والأفضلية والولاية القضائية وتنفيذ القوانين وجميع العادات والسلع والمزايا الأخرى» بصفته السيد المستشار. والاختلاف الوحيد بين المكتبين هو طريقة التعيين - يتم تعيين رئيس اللورد من خلال براءة اختراع رسمية، ولكن يتم تعيين اللورد حارس من خلال تسليم الختم العظيم في عهدتهم.
في السابق كان من المعتاد تعيين العوام في مكتب اللورد الحارس (Lord Keeper)، وأقرانهم في مكتب اللورد المستشار. ويتم بعد ذلك تعيين اللورد السيد المستشار الذي اكتسب كرامة النبلاء. كان آخر حارس لورد هو روبرت هينلي، الذي تم إنشاؤه بارونًا في عام 1760 وعُين اللورد المستشار في عام 1761. ومنذ ذلك الحين تم تعيين عامة الناس وكذلك أقرانهم في منصب اللورد المستشار. ومع ذلك حتى تغييرات القرن الحادي والعشرين في المكتب، كان من الطبيعي أن يتم إنشاء أحد عامة الناس نظيرًا بعد فترة وجيزة من التعيين.
من الممكن أيضًا تعيين مكتب اللورد المستشار في اللجنة (أي تكليف مجموعة من الأفراد بالمكتب بدلاً من شخص واحد). ويُعرف الأفراد الذين يمارسون المنصب باسم «مفوضي اللوردات للختم العظيم». ولم يتم تعيين مفوضي اللوردات من الختم العظيم منذ عام 1850.
في السابق كان هناك مستشارون منفصلون لإنجلترا واسكتلندا وأيرلندا. وعندما اتحدت مملكة إنجلترا ومملكة اسكتلندا لتشكيل مملكة بريطانيا العظمى بموجب قانون الاتحاد 1707، تم الجمع بين مكتبي مستشار إنجلترا ورئيس اللورد المستشار في اسكتلندا لتشكيل مكتب واحد للورد المستشار للدولة الجديدة. ولم يتم وضع حكم مماثل عندما اندمجت بريطانيا العظمى وأيرلندا في المملكة المتحدة بموجب قانون الاتحاد 1800. وهكذا استمر مكتب اللورد المستشار الأيرلندي المنفصل في الوجود حتى تشكيل دولة أيرلندا الحرة في عام 1922. ثم تم إلغاء مكتب اللورد المستشار في أيرلندا، وتم نقل مهامه إلى حاكم أيرلندا الشمالية، ثم وزير الدولة لأيرلندا الشمالية. وبالتالي فإن اللورد المستشار يظل «اللورد الأعلى المستشار لبريطانيا العظمى»، وليس «اللورد الأعلى المستشار للمملكة المتحدة».

## المهام

### الوظائف التشريعية
اعتاد اللورد المستشار أن يكون رئيس مجلس اللوردات بموجب حق التقادم. ثم ألغى قانون الإصلاح الدستوري لعام 2005 هذه الوظيفة، وترك اختيار الرئيس لمجلس اللوردات نفسه. في نهاية المطاف اختار اللوردات انتخاب المتحدث اللورد، وهو اللقب الذي تم استخدامه بالفعل في الأوامر الدائمة.
عندما يعين الملك مفوضي مجلس اللوردات لأداء بعض الإجراءات نيابة عنه (على سبيل المثال للإعلان رسميًا في البرلمان أن الموافقة الملكية قد تم منحها، أو لإلغاء البرلمان أو حله)، فإن اللورد المستشار عادة ما يكون بمثابة المدير أو مفوض اللورد الأقدم. المفوضون اللوردات الآخرون وفقًا للاتفاقية، هم أعضاء في مجلس اللوردات وهم مستشارون خاصون (عمومًا قادة الأحزاب الرئيسية الثلاثة ومنسق Crossbenches). في هذا الدور يرتدي اللورد المستشار أردية برلمانية - ثوب كامل من الصوف القرمزي مزين بفرو صغير. ويرتدي اللورد المستشار قبعة ثلاثية الزوايا، لكن أعضاء مجلس اللوردات الآخرين يرتدون قبعات ثنائية القرن. خلال الفترة التي كان فيها جاك سترو النائب هو اللورد المستشار، تم تسميته رسميًا كأحد مفوضي اللوردات، لكنه لم يشارك في الاحتفالات الرسمية لمنح الموافقة الملكية والبرلمان المؤجل. وتم تعيين اللورد المتحدث مفوضًا لوردًا ويشارك في الاحتفالات. وتم أخذ دور مفوض اللورد الرئيسي خلال هذه الفترة من قبل زعيم مجلس اللوردات. هناك استثناء: عندما تم تقديم جون بيركو للاستحسان الملكي لمنصب رئيس مجلس العموم في عام 2009، ومرة أخرى عندما تم تقديم خليفة بيركو السير ليندسي هويل للاستحسان في عام 2019، المستشار اللورد (سترو وبكلاند، على التوالي) كان المفوض اللورد الرئيسي، ولم يكن اللورد المتحدث في اللجنة. واستمرت هذه السابقة منذ ذلك الحين. من غير الواضح كيف ستتغير هذه الترتيبات إذا تم تعيين مستشار اللورد في المستقبل من مجلس اللوردات.

### وظائف تنفيذية
المستشار اللورد هو عضو في مجلس الملكة الخاص ومجلس الوزراء (Cabinet). عُرف المكتب الذي يرأسه اللورد المستشار باسم مكتب اللورد المستشار بين عامي 1885 و1971 وقسم اللورد المستشار بين عامي 1971 و2003. في عام 2003 تم تغيير اسم الوزارة إلى إدارة الشؤون الدستورية وتم تعيين اللورد المستشار وزيراً للدولة للشؤون الدستورية. وفي عام 2007 تم تغيير اسم هذا المنصب إلى وزير الدولة للعدل وأصبح القسم وزارة العدل.
القسم الذي يرأسه السيد المستشار له العديد من المسؤوليات مثل إدارة المحاكم. علاوة على ذلك فإن المستشار اللورد له دور في تعيين العديد من القضاة في محاكم إنجلترا وويلز. يتم تعيين كبار القضاة (قضاة المحكمة العليا في المملكة المتحدة، وقضاة الاستئناف اللوردات ورؤساء أقسام المحكمة العليا) رسميًا من قبل الملك بناءً على مشورة اللورد المستشار، ولكن منذ عام 2005 تم إخطار المستشار اللورد من قبل لجنة تعيينات قضائية مستقلة ويمكنه فقط اختيار قبول أو رفض توصياتها. وبالمثل لم يعد وزير العدل يحدد المحامين الذين سيتم ترقيتهم إلى رتبة مستشار الملكة، ولكنه يشرف فقط على عملية الاختيار من قبل لجنة مستقلة.
يُعهد بحراسة الختم العظيم للمملكة إلى اللورد المستشار. تشمل المستندات التي يتم لصق الختم العظيم عليها خطابات براءات الاختراع والأوامر والتصريحات الملكية. يتم تنفيذ الختم فعليًا تحت إشراف كاتب التاج في تشانسري (الذي يشغل منصبًا إضافيًا للسكرتير الدائم للمستشار اللورد). لا يحتفظ اللورد المستشار بحضانة الختم العظيم لاسكتلندا (الذي يحتفظ به الوزير الأول لأسكتلندا) أو الختم العظيم لأيرلندا الشمالية (الذي يحتفظ به وزير الدولة لأيرلندا الشمالية).

### الوظائف القضائية السابقة
تمت إزالة الوظائف القضائية للسيد المستشار اللورد (على عكس دوره في إدارة نظام المحاكم) بموجب قانون الإصلاح الدستوري لعام 2005.
في السابق قام السيد المستشار اللورد بعدة أدوار قضائية مختلفة. وشغل منصب قاضٍ في لجنة الاستئناف التابعة لمجلس اللوردات (أعلى محكمة محلية في المملكة المتحدة)، وكان عضوًا في اللجنة القضائية لمجلس الملكة الخاص (المحكمة العليا للإمبراطورية البريطانية (باستثناء المملكة المتحدة)، وأخيرًا أجزاء من الكومنولث). كان رئيسًا للمحكمة العليا في إنجلترا وويلز، وبالتالي أشرف على محكمة الاستئناف في إنجلترا وويلز، ومحكمة العدل العليا في إنجلترا وويلز، ومحكمة التاج في إنجلترا وويلز. وكان أيضًا بحكم منصبه، قاضيًا في محكمة الاستئناف ورئيسًا لقسم الديوان. في العصر الحديث كانت هذه الوظائف القضائية تمارس بشكل شحيح للغاية. وعادة ما يتم تفويض الوظائف المتعلقة بمجلس اللوردات واللجنة القضائية لمجلس الملكة الخاص إلى سينير لورد الاستئناف بشكل عادي. وتم تفويض مهمة رئاسة قسم الديوان إلى نائب المستشار، وهو قاضٍ أقدم (يُعرف الآن باسم رئيس المحكمة العليا). وأصدر معظم اللوردات المستشارين بحلول نهاية القرن العشرين أحكامًا فقط في القضايا التي وصلت إلى مجلس اللوردات. كان اللورد إرفين من ليرج آخر مستشار لورد يرأس كقاضٍ (في منصبه 1997-2003)، والذي فعل ذلك بصفته عضوًا في لجنة الاستئناف التابعة لمجلس اللوردات. ومع ذلك تم بالفعل التعبير عن مخاوف بما في ذلك من قبل السلطة القضائية، بشأن ملاءمة وزير في مجلس الوزراء كقاض محترف وخليفته اللورد فالكونر لم يقم بهذا الدور، حتى قبل إلغاء حقه في القيام بذلك.
في السابق عندما كان الأقران يتمتعون بالحق في أن يُحاكموا على جنايات أو بتهمة الخيانة العظمى من قبل أقران آخرين في مجلس اللوردات (بدلاً من عامة الناس في هيئات المحلفين)، كان اللورد السامي ستيوارد بدلاً من اللورد المستشار هو الذي يترأس. وحدث هذا أيضًا في محاكمات الإقالة. ظل مكتب اللورد السامي ستيوارد شاغراً بشكل عام منذ عام 1421. فعندما يُحاكم أحد الأقران في مجلس اللوردات، يتم تعيين اللورد السامي ستيوارد نائبًا مساعدًا [لهذه المناسبة]. وفي كثير من الحالات يتم ترقية اللورد المستشار إلى منصب اللورد السامي ستيوارد مؤقتًا. وقد ألغيت محاكمات الأقران في مجلس اللوردات في عام 1948، ويعتبر أنه عفا الزمن على محاكمة الإقالة، لذلك من غير المرجح أن يحدث هذا مرة أخرى.
في بداية السنة القانونية يرأس اللورد المستشار حفلًا في وستمنستر آبي أمام جميع القضاة. ويلي الحفل حفل استقبال يُعرف باسم إفطار اللورد تشانسلور الذي يقام في قاعة وستمنستر في قصر وستمنستر.

### الوظائف الكنسية
يؤدي اللورد المستشارون وظائف مختلفة تتعلق بكنيسة إنجلترا القائمة. إنهم يعينون رجال الدين في مثل هذه الأحياء الكنسية تحت رعاية التاج كما هو مدرج رسميًا على أنه أقل من 20 جنيهًا إسترلينيًا سنويًا. علاوة على ذلك فهم يمارسون نفس الامتياز فيما يتعلق بالمعيشة الأقل قيمة في دوقية كورنوال عندما لا يكون هناك دوق كورنوال، أو عندما يكون دوق كورنوال قاصرًا. (الوريث الظاهر للملك إذا كان الابن الأكبر للملك، فهو تلقائيًا دوق كورنوال). أخيرًا يكون المستشار اللورد في بعض الحالات راعيًا لكنسي يعيش في حد ذاته. في المجموع ، يعين اللورد المستشار رجال الدين في أكثر من أربعمائة أبرشية واثني عشر مدافع في الكاتدرائية.
بموجب القانون يجب استشارة اللورد المستشار قبل إجراء التعيينات في بعض المحاكم الكنسية. ويتم تعيين قضاة المحاكم التأسيسية ومحكمة آركس في كانتربري ومحكمة يورك ومحكمة القضايا الكنسية المحفوظة فقط بعد التشاور مع السيد المستشار اللورد.
السيد المستشار اللورد بحكم منصبه هو واحد من 33 مفوضًا للكنيسة، اللذين يديرون أصول كنيسة إنجلترا.
في السابق كان يُعتقد أن الروم الكاثوليك غير مؤهلين لمنصب اللورد المستشار؛ حيث استلزم المكتب وظائف تتعلق بكنيسة إنجلترا. وتم رفع معظم القيود القانونية المفروضة على الروم الكاثوليك بموجب قانون الإغاثة الكاثوليكية لعام 1829، والذي ينص مع ذلك على ما يلي: «لا شيء وارد هنا [...] يمكّن أي شخص بخلاف ما يسمح به القانون الآن، من الاحتفاظ أو التمتع بمكتب السيد المستشار الأعلى للورد أو اللورد حارس أو اللورد مفوض الختم العظيم». ومع ذلك تسببت عبارة «كما هو الآن ممكّنًا بموجب القانون» في شك كبير؛ حيث لم يكن من الواضح ما إذا كان الروم الكاثوليك قد تم استبعادهم من شغل المنصب في المقام الأول. ولإزالة كل الشك أصدر البرلمان قانون رئيس المستشار (مدة المنصب وإبراء الذمة من الوظائف الكنسية) لعام 1974، معلناً أنه لم يكن هناك أي عائق أمام تعيين الروم الكاثوليك. ومع ذلك ينص القانون على أنه في حالة تعيين روم كاثوليكي في المنصب، يجوز للملك أن ينقل مؤقتًا الوظائف الكنسية لرئيس الوزراء أو وزير آخر.

### وظائف أخرى
بموجب قانون الوصاية لعام 1937 فإن اللورد المستشار هو واحد من الأشخاص الخمسة الذين يشاركون في تحديد قدرة الملك على أداء وظائفه - والأفراد الآخرين الذين تم تفويضهم على هذا النحو هم زوج الملك، ورئيس مجلس العموم، و اللورد كبير القضاة في إنجلترا وويلز وماستر أوف ذا رولز. فإذا كان أي ثلاثة أو أكثر من هؤلاء الأفراد استنادًا إلى الأدلة التي وفقًا لما يقتضيه القانون يجب أن تتضمن أدلة يقدمها الأطباء، تحدد وتعلن من خلال أداة كتابية مقدمة إلى مجلس الملكة الخاص، أن الملك يعاني من حالة عقلية أو جسدية من العجز الذي يمنعه أو يمنعها من أداء واجبات رئيس الدولة شخصيًا، يتم نقل الوظائف الملكية إلى الوصي الذي يقوم بأدائها باسم الملك ونيابة عنه.
السيد المستشار اللورد هو أيضًا حافظ ضمير الملكة. وعلى هذا النحو كان اللورد المستشار في يوم من الأيام أيضًا رئيس القضاة في محكمة المستشارية في لندن، حيث قام بتوزيع الأسهم لتخفيف قسوة القانون.
يعمل اللورد المستشار كزائر للعديد من الجامعات والكليات والمدارس والمستشفيات وغيرها من المنظمات الخيرية في جميع أنحاء المملكة المتحدة. فعندما لا تحدد قواعد المنظمة زائرًا أو عند ظهور شاغر في المكتب يعمل صاحب السيادة كزائر، ولكنه يفوض المهام إلى اللورد المستشار. وعلاوة على ذلك تنص بعض المنظمات صراحة على أن اللورد المستشار هو بمثابة زائر، وتشمل هذه الهيئات كنيسة سانت جورج في وندسور، والمعهد الملكي، وجامعة نيوكاسل وثلاث كليات في جامعة أكسفورد (وهي كلية سانت أنتوني وكلية ورسيستر وكلية الجامعة).
سلطة تعيين أعضاء بعض المنظمات مخولة للسيد المستشار. وتشمل هذه المنظمات الهيئات الإدارية لكل من مدرسة هارو ومدرسة الرجبي ومدرسة تشارتر هاوس.

## الأسبقية والامتيازات
يتفوق السيد المستشار اللورد الأعلى على جميع ضباط الدولة الكبار الآخرين، باستثناء اللورد السامي ستيوارد الذي كان شاغرًا بشكل عام منذ القرن الخامس عشر. بموجب الاتفاقيات الحديثة لا يُملأ منصب اللورد السامي ستيوارد إلا في يوم تتويج العاهل الجديد. وهكذا في جميع الأوقات الأخرى يظل اللورد المستشار هو الضابط الأعلى رتبة. وتنعكس أهمية المنصب في قانون الخيانة رقم 1351، الذي يجعل قتل وزير المالية خيانة عظمى. ويحق لأمين صندوق اللورد الحصول على نفس الحماية - ولكن المنصب الآن في اللجنة - كما يحصل القاضي أثناء تواجده في المحكمة بالفعل عند الفصل في القضية.

## اللباس الرسمي
يرتدي السيد المستشار اللورد في المناسبات الرسمية للدولة مثل افتتاح الدولة للبرلمان، لباسًا للمحكمة القانونية يتكون من معطف ذيل مخملي أسود من الحرير مع أزرار مغطاة بالقماش، صدرية ومعاطف يرتديها وقميص أبيض، وأساور وأساور من الدانتيل، وجوارب حريرية سوداء قطع الصلب التوى أحذية محكمة براءات الاختراع. فوق هذا يرتدي رداء الدولة الدمشقي الأسود الحريري مع ذيل طويل مزين بدانتيل ذهبي وضفدع مع «حقيبة شعر مستعار» حريرية سوداء متصلة بالياقة المزودة برفرف في الخلف. يتم ارتداء شعر مستعار كامل القاع، وفي الماضي قبعة سوداء ثلاثية الألوان.
عندما يجلس اللورد المستشار في مجلس اللوردات، كانوا يرتدون نسخة مجردة من الزينة من لباس المحكمة، والتي تتكون من لباس المحكمة ولكنها مصنوعة من قماش أسود رقيق بدلاً من المخمل الحريري، وفوق ذلك رداء حريري أسود مع قطار مع حقيبة شعر مستعار مرفقة. كان يرتدي أيضا شعر مستعار وتريكورن (tricorne).

### الوسام
الشارة التاريخية للورد المستشار هي محفظة تحتوي على الختم العظيم وصولجان أو طاقم المكتب.